# Quarta Cruzada
A Quarta Cruzada (1202-1204) foi começada com a intenção de tomar a Terra Santa, então em mãos muçulmanas, através da conquista do Egito. Entretanto, a cruzada foi desviada de seu intuito original e os cruzados, junto aos venezianos, tomaram e saquearam Constantinopla, cidade cristã capital do Império Bizantino. Esse evento levou à fundação do Império Latino e à consolidação do Grande Cisma do Oriente entre a Igreja Católica e as Igrejas Bizantinas.

## A pregação e a organização

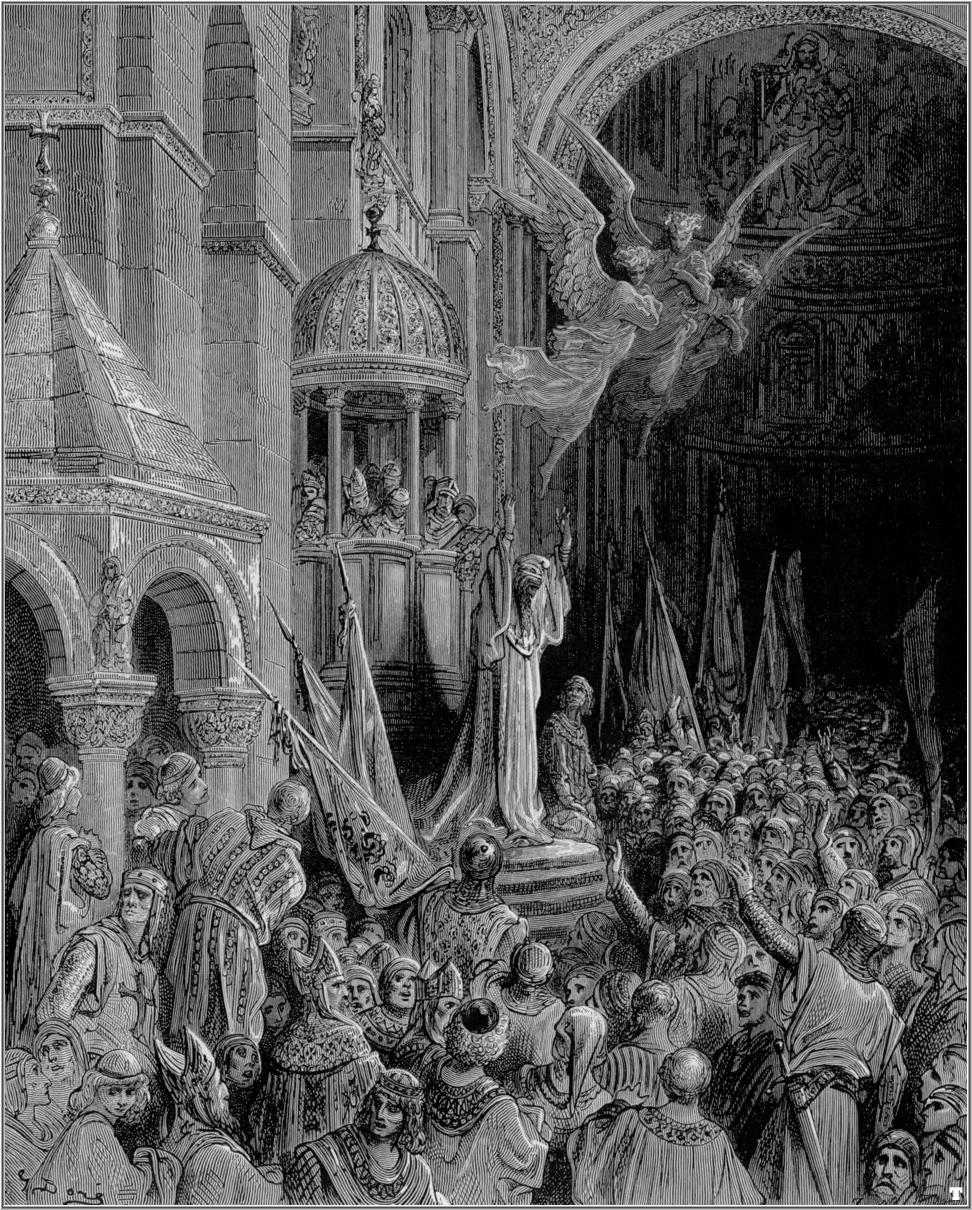
O doge (duque) Enrico Dandolo, de Veneza, pregando a cruzada
Por Gustave Doré

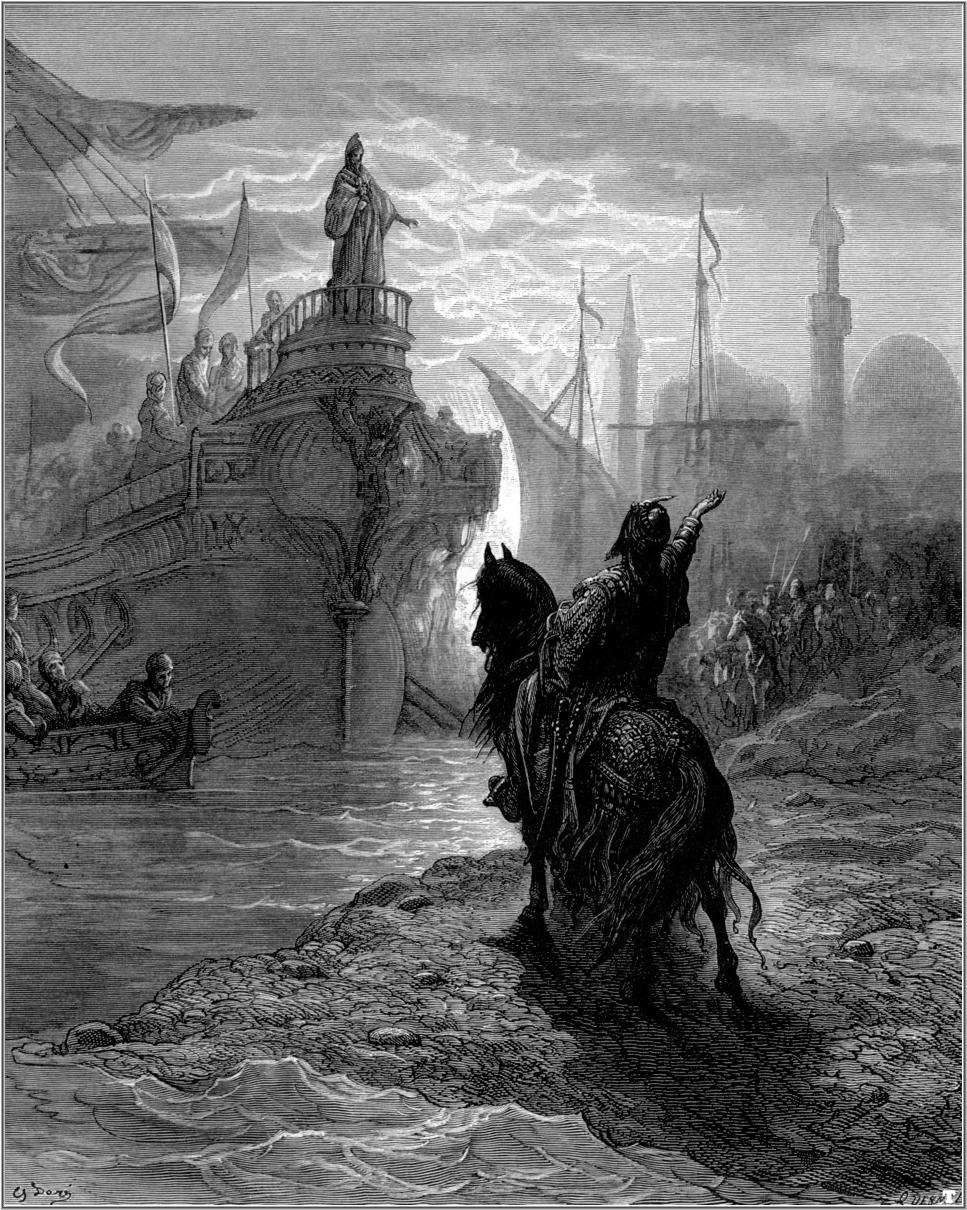
Enrico Dandolo negocia com Aleixo V
Por Gustave Doré

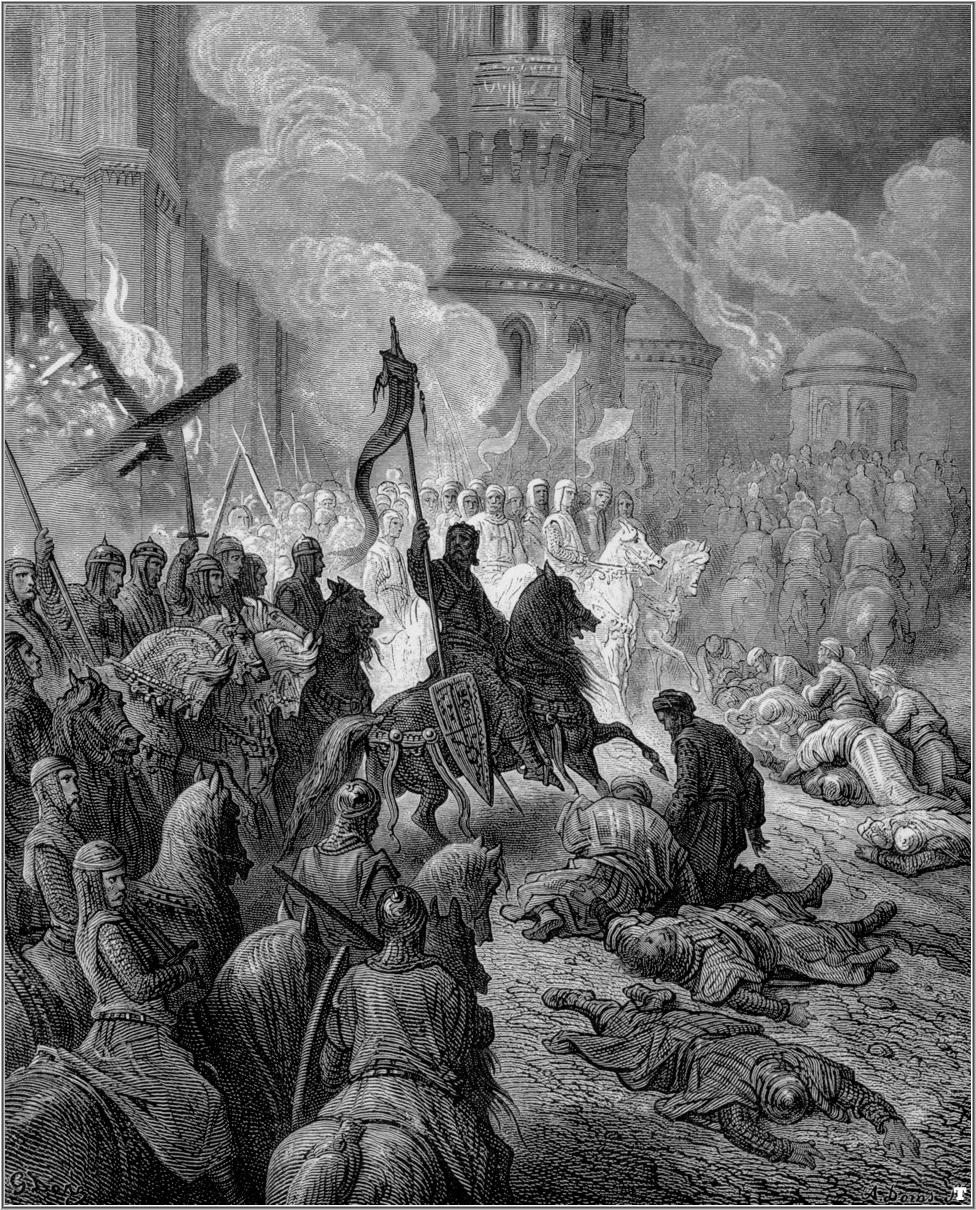
A entrada dos cruzados em Constantinopla
Por Gustave Doré

A partir de 1198, o papa Inocêncio III começou a incitar a cristandade para empreender um novo esforço de cruzada, tendo tido bastante receptividade junto da nobreza europeia. O prestígio e capacidade de legislação e de organização eram apanágio deste papa, o que fazia recair sobre o seu pontificado uma enorme aura de confiança popular.
A Quarta Cruzada foi empreendida por Balduíno IX, Conde de Flandres, e por Bonifácio II, Marquês de Monferrato. O transporte dos exércitos fez-se a partir de Veneza, república comercial que então vivia numa tensão crescente com Constantinopla depois do massacre de mercadores daquela cidade italiana em 1182 devido aos privilégios comerciais que detinham. Se por um lado a pretensão papal desta cruzada apontava para a destruição do poderio muçulmano no Egito, por outro a tensão entre Veneza e os bizantinos acabaria por influenciar o decurso das operações militares, cujos objectivos se centravam cada vez mais em Constantinopla, devido à intenção veneziana de vingar o massacre dos seus mercadores. Além disso, o Egito mantinha boas relações a todos os níveis com Veneza.

## As dificuldades financeiras e a tomada de Zara
Os cavaleiros cruzados, liderados por Bonifácio II de Montferrat e Balduíno IX da Flandres, estavam com dificuldades financeiras para pagar a os 85 mil marcos de ouro que Veneza pedia pela travessia dos barcos e exércitos para o Egito. Com suas tropas acampadas na ilha do Lido, em Veneza, à espera de uma solução para o pagamento da travessia, receberam uma proposta do doge (duque) veneziano Enrico Dandolo: em vez de resgatarem Jerusalém por uma incursão pelo Egito, como era o plano original, tomar, em troca de um adiantamento, a cidade de Zara (atual Zadar, na Croácia), que havia sido ocupada pelo rei da Hungria, um cristão. Esta cidade, efetivamente, veio a cair no poder das hostes cristãs em 1202, contra a vontade de Inocêncio III, que condenava veementemente a secularização da quarta cruzada e excomungou mesmo os líderes venezianos.

## A situação política em Constantinopla
Chegaram notícias de Constantinopla de que o Imperador Isaac II Ângelo fora derrubado pelo seu irmão Aleixo III Ângelo e fora cegado. Ora o filho de Isaac II, de nome Aleixo IV Ângelo, conseguira fugir e apelara aos cruzados para o ajudarem: em troca de o colocarem no trono prometia-lhes dinheiro e os recursos do império para a conquista de Jerusalém. Ainda hoje os historiadores discutem se as coisas se passaram assim ou se foi uma justificação para o que se iria suceder.

## A tomada de Constantinopla
Em 1204, os cruzados tomam Constantinopla e coroam Aleixo IV Ângelo como imperador bizantino, a par de seu pai, Isaac II Ângelo. Inocêncio III aceita a situação, sonhando com a reaproximação entre a Igreja Católica e a Igreja Ortodoxa. Com novos impostos a ser lançados para pagar as promessas feitas aos cruzados, rapidamente a população ficou à beira da revolta.
Contudo, Aleixo foi assassinado pelos bizantinos, o que impele Veneza a tomar novamente o poder no Bósforo. Para tal, contaram com o apoio dos cruzados, que em abril de 1204 assaltaram de novo Constantinopla, submetendo-a a três dias de massacres e pilhagens, dividindo depois os despojos. Estátuas, mosaicos, relíquias, riquezas acumuladas durante quase um milénio foram pilhadas ou destruídas durante os incêndios.
Apesar de enfraquecido, o império bizantino não desvaneceu, retomando a sua pujança em 1261, quando Miguel VIII Paleólogo toma o poder. Entretanto, os cruzados tinham estabelecido uma série de principados latinos na Grécia, como o ducado de Atenas.
A trégua assinada por Ricardo Coração de Leão em 1191 mantinha-se, apesar da despropositada e desastrosa quarta cruzada, em pleno século XIII, assegurando a manutenção dos estados latinos do Levante (Armênia, Jerusalém, Acre, Trípoli e Chipre) e dos próprios cruzados.

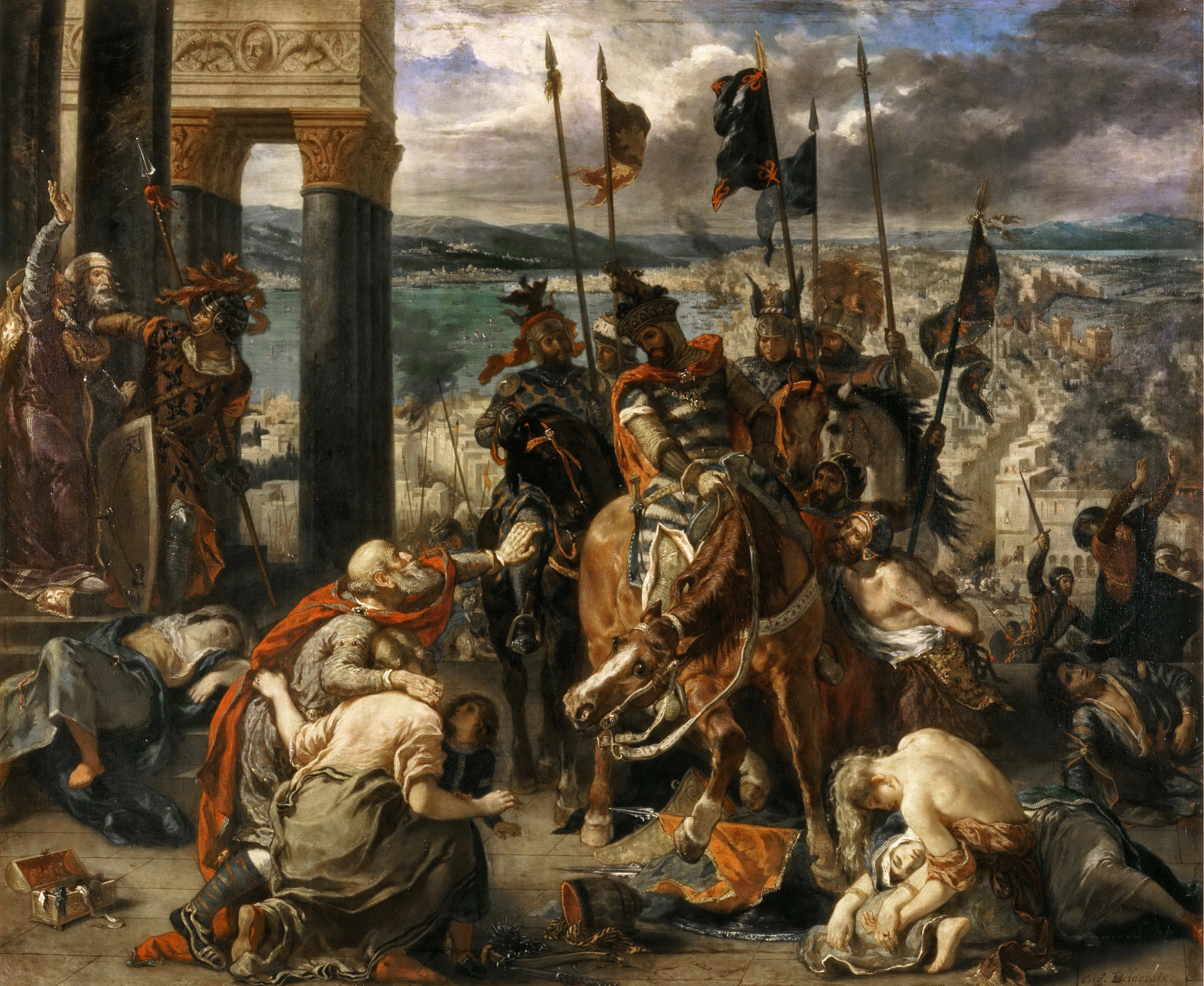
Entrada dos cruzados em Constantinopla Óleo de Eugène Delacroix,1840, Museu do Louvre, Paris)
Império Bizantino depois da Quarta Cruzada. O mapa mostra o Império Latino, O Império de Niceia, Trebizonda e Epiro. As fronteiras são incertas.